# Countdown Japan
A Countdown Japan (カウントダウン・ジャパン) könnyűzenei fesztivál, melyet 2003 óta rendeznek meg minden év végén a Makuhari Messe épületében.

## Története
A fesztivált 2003 és 2005 között december utolsó három napján rendezték meg, 2006 óta az utolsó négy napján tartják a tokiói Makuhari Messe épületében. 2006-ban és 2007-ben 4+1 napos volt a rendezvény, mivel újév napján is adtak koncerteket. 2006 és 2008 között Countdown Japan West néven az oszakai Intex Osakában is megtartották a fesztivált. A rendezvény utolsó fellépője után, napfelkeltekor a Beatles Here Comes the Sun című dalát játsszák.

## Fellépők
Félkövérrel szedve a rendezvény utolsó fellépői.

### 03/04
Helyszín: Makuhari Messe International Exhibition Hall (1-7. terem)
Látogatók száma összesen: 52 000
| Dátum        | Earth Stage | Galaxy Stage |
| ------------ | --- | --- |
| december 29. | - B-Dash - Asian Kung-Fu Generation - Szaitó Kazujosi - Hitoto Jó - Grapevine - Okuda Tamio - HY                                      | - Lost in Time - Mamalaid Rag - Mukai Sútoku Acoustic & Electric - Source - Potshot - Taijó-zoku - 10-Feet - Suneohair                                |
| december 30. | - Hawaiian6 - Going Under Ground - Aco - Fire Ball - Zazen Boys - Back Drop Bomb - Quruli                                             | - detroit7 - Sparta Locals - Higurasi Aiha - Syrup16g - The Back Horn - Smorgas - Polysics - YamaArashi                                               |
| december 31. | - Quruli - Elephant Kashimashi - Husking Bee - Air - Tokyo Ska Paradise Orchestra - Imavano Kijosiró - Acidman - Kisidan - Remioromen | - Heesy with Dudes - DMBQ - Art-School - Polaris - SBK - Penpals - Babamania - Dózsima Kóhei×Go-Go King Recorders - Flower Companyz - Szokabe Keiicsi |

### 04/05
Helyszín: Makuhari Messe International Exhibition Hall (1-8. terem)
Látogatók száma összesen: 63 700
| Dátum        | Earth Stage | Galaxy Stage | Moon Stage | DJ Booth |
| ------------ | --- | --- | --- | --- |
| december 29. | - Going Under Ground - Szaitó Kazujosi - Okuda Tamio - Triceratops - Hitoto Jó - 175R - Remioromen | - 10-Feet - Jackson Vibe - Locofrank - The Mods - Reverslow - The Band Apart - Straightener - Ellegarden                                          | - Jano Ajako - Tokió 60 Watts - Szekaiicsi - Flower Companyz - detroit7 - Yakozen - Fujifabric                                                                               | - Great Maekava (Flower Companyz) - Macumoto Szou (Going Under Ground) - Rocketman (Fukava Rjó) - Katahira Minoru (Getting Better) - Hoszaka Takehiko (soultoday) - Maeda Hiroaki (puke!) |
| december 30. | - Husking Bee - Zazen Boys - Grapevine - Elephant Kashimashi - Acidman - 100s - Quruli | - The Peas - The Collectors - Polaris - Mo’some Tonebender - Suneohair - Eastern Youth - Reiran - Yo-King                                         | - Analog Fish - Bloodthirsty Butchers - Notalin’s (Endó Micsiró & Isizuka Tosihiko & Szakamoto Hiromicsi) - Comeback My Daughters - Doping Panda - Maborosi - Source         | - endive (from Dragon Ash) - Furuicsi Kótaró & Ori Makoto (The Collectors) - Sugiurumn - Katahira Minoru (Getting Better) - Hoszaka Takehiko (soultoday) - Maeda Hiroaki (puke!)          |
| december 31. | - Quruli - Szano Motoharu and The Hobo King Band - Tokyo Ska Paradise Orchestra - The Mad Capsule Markets - Imavano Kijosiró & Nice Middle with New Blue Day Horns - Kreva - B-Dash - Back Drop Bomb - Rhymester | - Polysics - MCU & Hamazaki Takasi - Salyu - Lost in Time - The Back Horn - Sambomaster - Group Tamasii - Art-School - Syrup16g - Szokabe Keiicsi | - Katteni-sijagare - Cubaki - Ces Chiens (Hajakava Josio, Szakuma Maszahide) - Cudzsi Ajano - Sparta Locals - Beat Crusaders - Cubakija sidzsúszó - Lunkhead - THC!! - Bazra | - Szokabe Keiicsi - Jun - Hajasi Hirojuki (Polysics) - Ram Rider - Katahira Minoru (Getting Better) - Hoszaka Takehiko (soultoday) - Maeda Hiroaki (puke!)                                |

### 05/06
Helyszín: Makuhari Messe International Exhibition Hall (1-8. terem)
Látogatók száma összesen: 75 000
| Dátum        | Earth Stage | Galaxy Stage | Moon Stage | DJ Booth                                                                                        |
| ------------ | --- | --- | --- | ----------------------------------------------------------------------------------------------- |
| december 29. | - Orange Range - Going Under Ground - Acidman - Okuda Tamio - Ellegarden - Ken Yokoyama - Tokyo Ska Paradise Orchestra                                                                        | - syrup16g - Fujifabric - B-Dash - Bennie K - The Band Apart - The Back Horn - Kimura Kaela - Straightener            | - Chatmonchy - Sparta Locals - The Peas - Cubaki - Analog Fish - Szekaiicsi - The Miceteeth - Caravan                                                | - Ram Rider - Rocketman - endive (from Dragon Ash)                                              |
| december 30. | - Sambomaster - Rhymester - Back Drop Bomb - Group Tamasii - Grapevine - Zazen Boys - Asian Kung-Fu Generation                                                                                | - Polysics - Eastern Youth - Szokabe Keiicsi Band - Suneohair - Cubakija sidzsúszó - Master Low - Kirindzsi - Penpals | - The Arrows - Vola & The Oriental Machine - detroit7 - Maximum the Hormone - Corner - Hifana - The Kamadouma/Electric Kamadóma - Mo’some Tonebender | - Taichi Master - Hajasi Hirojuki (Polysics) - Team kurenaimandzsi (Macuo Szuzuki, Kavai Kacuo) |
| december 31. | - Magokoro Brothers 4-ri Band Version - Elephant Kashimashi - Teriyaki Boyz - Brahman - Quruli - Imavano Kijosiró & Nice Middle with New Blue Day Horns - Kreva - Beat Crusaders - Remioromen | - Air - Salyu - Reiran - Art-School - Puffy - 10-Feet - Locofrank - Lost in Time - Jackson Vibe - Doping Panda        | - Radwimps - Shonen Knife - Onszoku Lane - No Regret Life - Lunkhead - Bonobos - Ryukyudisko - Hige - Tobaccojuice - Your Song Is Good               | - Halfby - Dainodzsi                                                                            |

Resident DJ’s
- Katahira Minoru (Getting Better)
- Hoszaka Takehiko (soultoday)
- Maeda Hiroaki (puke!)

### 06/07

#### Oszaka
Helyszín: Intex Osaka
Látogatók száma összesen: 45 000
| Dátum        | Aurora Stage | Planet Stage | DJ Booth                                                      |
| ------------ | --- | --- | ------------------------------------------------------------- |
| december 29. | - Puffy - Lost in Time - Yo-King - Mo’some Tonebender - 100s - Ken Yokoyama - Ellegarden - Szaitó Kazujosi                                      | - Hige - Your Song Is Good - Soil & "Pimp" Sessions - Yui - Boom Boom Satellites - Kimura Kaela - Denki Groove - Doping Panda                      | - Ono Sinicsi (100s) - Ram Rider - Nakacuka Takesi            |
| december 30. | - The Back Horn - Ultra Brain - Furukava Miki - Fujifabric - Beat Crusaders - Chatmonchy - The Cro-Magnons - Quruli                             | - Salyu - Captain Straydum - Overground Acoustic Underground - Bennie K - Kreva - Maximum the Hormone - Acidman - Josii Kazuja                     | - Taichi Master - Szokabe Keiicsi                             |
| december 31. | - OreSkaBand - Hoff Dylan - Art-School - Jinn - Szokabe Keiicsi Band - Elephant Kashimashi - Tokió dzsihen - Locofrank - Grapevine - Remioromen | - Polysics - Zazen Boys - Snorkel - Onszoku Lane - Base Ball Bear - Bonobos - 10-Feet - GO!GO!7188 - Szano Motoharu - Tokyo Ska Paradise Orchestra | - Hajasi Hirojuki (Polysics) - Handsomeboy Technique - Halfby |

Resident DJ’s
- Maeda Hiroaki (puke!)
- Genszaki Makoto (puke!)
- Fudzsijama Kintaka (puke!)

#### Tokió
Helyszín: Makuhari Messe International Exhibition Hall (1-8. terem)
Látogatók száma összesen: 104 384
| Dátum        | Earth Stage | Galaxy Stage | Cosmo Stage                                                                                                 | Moon Stage | DJ Booth                                                                                              |
| ------------ | --- | --- | --- | --- | --- |
| december 29. | - Quruli - Fujifabric - Bennie K - Acidman - 10-Feet - The Verbs + Okuda Tamio - Tokyo Ska Paradise Orchestra                    | - Ultra Brain - The Peas - Sparta Locals - Salyu - Bonobos - Art-School - Seamo - Locofrank                                                                                    | - Jinn - Reverslow - Captain Straydum - Cubaki - Special Others - Katteni-sijagare                          | - Sarcastic + Zookeeper - Curu - Wrong Scale - Does - Ling tosite sigure - lostage - Holstein - Midorikava Sobó                               | - Kohori Hirojuki (2-csó kendzsú) - Hajasi Munemasza (Reverslow) - Taichi Master                      |
| december 30. | - Zazen Boys - Grapevine - Denki Groove - Ken Yokoyama - Szaitó Kazujosi - Tokió dzsihen - Ellegarden                            | - Yo-King - Puffy - Frontier Backyard - Suneohair - Mo’some Tonebender - Lost in Time - Master Low - Caravan                                                                   | - Ryukyudisko - Lunkhead - Vola & The Oriental Machine - Cubismo Grafico Five - Snorkel - Aspargarus        | - Suemitsu & The Suemith - OreSkaBand - Link - South Blow - No Regret Life - Telstar - Bahashishi - The50kaitenz                              | - Handsomeboy Technique - Halfby                                                                      |
| december 31. | - Beat Crusaders - Rhymester - Kreva - Boom Boom Satellites - Ganga Zumba - The Cro-Magnons - 100s - Kimura Kaela - Josii Kazuja | - Rize - Furukava Miki - Back Drop Bomb - Reiran - Your Song Is Good - Overground Acoustic Underground - Soil & "Pimp" Sessions - Eastern Youth - The Back Horn - Doping Panda | - Mars Eurythmics - Shonen Knife - toe - Panta - The Collectors - Comeback My Daughters - ill - Analog Fish | - Peridots - Ghostnote - Plane - Enomoto Kurumi - Nirgilis - Good Dog Happy Men - Teruru... - Apogee - Chaba - Asphalt Frustration - Sakerock | - Team kurenaimandzsi (Macuo Szuzuki, Kavai Kacuo) - Jacui Icsiró (Elec Comic) - Ram Rider - Mu-Stars |
| január .     | - Maximum the Hormone - Chatmonchy - Yui - Elephant Kashimashi - GO!GO!7188 - Szano Motoharu - Sambomaster                       | - Base Ball Bear - B-Dash - Polysics - Onszoku Lane - Merengue - Szokabe Keiicsi Band - Triceratops - Hoff Dylan                                                               | - Dohatten - The Arrows - Smorgas - Tomovsky - Depape - Hige                                                | - The Beaches - 9mm Parabellum Bullet - Last Alliance - Under the Counter - Stan - Dustbox - Nico Touches the Walls - Hare-brained Unity      | - Nakacuka Takesi - Maszuko Naozumi (Dohatten) - Hajasi Hirojuki (Polysics)                           |

Resident DJ’s
- Katahira Minoru (Getting Better)
- Hoszaka Takehiko (soultoday)

### 07/08

#### Oszaka
Helyszín: Intex Osaka
Látogatók száma összesen: 49 295
| Dátum        | Aurora Stage | Planet Stage | DJ Booth                                                           |
| ------------ | --- | --- | ------------------------------------------------------------------ |
| december 29. | - Remioromen - Polysics - Szaitó Kazujosi - Grapevine - Yo-King - Okuda Tamio - Straightener - Beat Crusaders                                                                | - Special Others - Seamo - Zazen Boys - The50kaitenz - Low IQ 01 & Master Low - Dustbox - Your Song Is Good - Fujifabric                       | - Jacui Icsiró (Elec Comic) - Perfume - Nakata Jaszutaka (Capsule) |
| december 30. | - Kimura Kaela - Mo’some Tonebender - Acidman - Hige - Sambomaster - Going Under Ground - Kreva - Ellegarden                                                                 | - Soil & "Pimp" Sessions - Monobright - Aobózu - Aspargarus - Ryukyudisko - The Cornelius Group - Cocco - Doping Panda                         | - Halfby - Handsomeboy Technique - Colette - Dainodzsi - Ram Rider |
| december 31. | - Base Ball Bear - Triceratops - Chatmonchy - Yui - Asian Kung-Fu Generation - Overground Acoustic Underground - Elephant Kashimashi - Szano Motoharu - GO!GO!7188 - 10-Feet | - Locofrank - Rize - 9mm Parabellum Bullet - The Back Horn - m-flo - Cubakija sidzsúszó - Onszoku Lane - Salyu - Boom Boom Satellites - Quruli | - Taichi Master - i-dep - Nakacuka Takesi                          |

Resident DJ’s
- Nisimura Micsio (Getting Better)
- Katahira Minoru (Getting Better)
- Kami Hirofumi (Getting Better)

#### Tokió
Helyszín: Makuhari Messe International Exhibition Hall (1-8. terem)
Látogatók száma összesen: 109 326
| Dátum        | Earth Stage | Galaxy Stage | Cosmo Stage | Moon Stage | DJ Booth |
| ------------ | --- | --- | --- | --- | --- |
| december 28. | - Going Under Ground - Zazen Boys - Grapevine - Okuda Tamio - Acidman - 10-Feet - Beat Crusaders                                                              | - Locofrank - Yo-King - Bonobos - Seamo - Bennie K - Ryukyudisko - Soil & "Pimp" Sessions - Mo’some Tonebender                                                 | - Captain Straydum - Glory Hill - Shonen Knife - 8otto - Eastern Youth - The Peas - Jinn - Snorkel                                            | - Perfume - FoZZtone - Tomovsky - Wrong Scale - Nico Touches the Walls - Last Alliance - Lite - Flower Companyz                      | - Captain Funk - Dainodzsi - Macumoto Szou (Going Under Ground) |
| december 29. | - Chatmonchy - m-flo - Elephant Kashimashi - Boom Boom Satellites - Orange Range - Kreva - Quruli                                                             | - Ling tosite sigure - B-Dash - Sparta Locals - Aobózu - Hoff Dylan - The Cornelius Group - Triceratops - Rize                                                 | - Ellegarden - Tobaccojuice - PhilHarmoUniQue - Icsidzsú szandzsúicsi - People in the Box - Dohatten - Good 4 Nothing - 9mm Parabellum Bullet | - Wise - Good Dog Happy Men - Maborosi - Lucky Lips - The Hangovers - Depape - The Chef Cooks Me - The Rodeo Carburettor             | - Nakacuka Takesi - Handsomeboy Technique - Halfby - Fredo - Maszuko Naozumi (Dohatten)                                                                                            |
| december 30. | - Remioromen - Fujifabric - GO!GO!7188 - Szaitó Kazujosi - Asian Kung-Fu Generation - Szano Motoharu - Straightener                                           | - Low IQ 01 & Master Low - Onszoku Lane - Salyu - Base Ball Bear - The Back Horn - Overground Acoustic Underground - Szokabe Keiicsi Band - Cubakija sidzsúszó | - Curu - Odani Miszako - Ogre You Asshole - Comeback My Daughters - The Hello Works - Kagebósi - Apogee - Tokyo No.1 Soul Set                 | - Otogibanasi - Mars Eurythmics - Sakanaction - Vola & The Oriental Machine - The Jetzejohnson - The Arrows - lostage - OreSkaBand   | - Taichi Master + Uda Maru (Rhymester) - i-dep - Macuda „Chabe” Gakudzsi (Cubismo Grafico)                                                                                         |
| december 31. | - Polysics - the brilliant green - Doping Panda - Kimura Kaela - Group Tamasii - Cocco - Sambomaster - Imavano Kijosiró & Nice Middle with New Blue Day Horns | - Special Others - 175R - Back Drop Bomb - Air - Sakerock - Art-School - Dustbox - Aspargarus - Hige - Your Song Is Good                                       | - Stan - Enomoto Kurumi - Hare-brained Unity - Plane - Cubaki - Unchain - Analog Fish - Does - Kucsiroro - Asphalt Frustration - The50kaitenz | - ill - Halcali - Okabajasi Nobujaszu - Unkie - Scoobie Do - Tsu Shi Ma Mi Re - Monobright - Midorikava Sobó - Northern19 - Lunkhead | - Okada Josinori a.k.a. DJ 4th - Team kurenaimandzsi (Macuo Szuzuki+Kavai Kacuo) - Nakata Jaszutaka (Capsule) - Hajasi Hirojuki (Polysics) - Jacui Icsiró (Elec Comic) - Ram Rider |

Resident DJ’s
- Katahira Minoru (Getting Better)
- Hoszaka Takehiko (soultoday)
- Maeda Hiroaki (puke!)
- Genszaki Makoto(puke!)

### 08/09

#### Oszaka
Helyszín: Intex Osaka
Látogatók száma összesen: 49 253
| Dátum        | Aurora Stage | Planet Stage | DJ Booth |
| ------------ | --- | --- | --- |
| december 29. | - Quruli - Fujifabric - Straightener - Zazen Boys - Denki Groove - Okuda Tamio - Seamo - Chatmonchy                                                | - Perfume - Polysics - Szokabe Keiicsi Band - Magokoro Brothers - Puffy - Rize - The Band Apart - Ken Yokoyama - HY                               | - Hajasi Hirojuki (Polysics) - Szokabe Keiicsi Band - Dainodzsi                                                |
| december 30. | - Group Tamasii - Aspargarus - Tokyo Ska Paradise Orchestra - 100s - Kimura Kaela - Jun Sky Walker(s) - Ryukyudisko - Szaitó Kazujosi              | - Inu ga hoeru by Igarasi Takasi - 9mm Parabellum Bullet - Monobright - Grapevine - Your Song Is Good - Sakerock - Beat Crusaders - AA= - Acidman | - Nakacuka Takesi - Ram Rider - YMCK - De De Mouse                                                             |
| december 31. | - Base Ball Bear - Triceratops - Glory Hill - 10-Feet - Going Under Ground - Sakanaction - Curu - The50kaitenz - Sambomaster - Elephant Kashimashi | - The Telephones - Dustbox - Superfly - Hige - Nico Touches the Walls - Locofrank - tacica - Bonobos - Special Others - Kreva                     | - Halfby - Handsomeboy Technique - Takuma (10-Feet) - Jacui Icsiró (Elec Comic) - Danny & Dolly (The50kaitenz) |

Resident DJ’s
- Hoszaka Takehiko (soultoday)
- Taira Daiszuke (soultoday)
- Hosihara Kiicsiró (soultoday)

#### Tokió
Helyszín: Makuhari Messe International Exhibition Hall (1–8. és a rendezvényterem)
Látogatók száma összesen: 122 673
| Dátum        | Earth Stage | Galaxy Stage | Cosmo Stage | Moon Stage | DJ Booth |
| ------------ | --- | --- | --- | --- | --- |
| december 28. | - Quruli - Tokyo Ska Paradise Orchestra - Perfume - The Band Apart - 100s - Okuda Tamio - HY                                         | - Seamo - Locofrank - Mo’some Tonebender - Magokoro Brothers - Hanaregumi - Denki Groove - Bonobos - Rize                                                          | - Bigmama - Midorikava Sobó - FoZZtone - Maborosi - Love Love Love - Natsumen - Ogre You Asshole - Analog Fish | - Unison Square Garden - Bleach - Lite - A Flood of Circle - Captain Straydum - Midori - Avengers in Sci-fi - Unchain                                                                               | - Shonen Merikensack - Denki sobó - Konisi Jaszuharu - Kohori Hirojuki (2-csó kendzsú) |
| december 29. | - Base Ball Bear - Grapevine - 10-Feet - Kimura Kaela - Szaitó Kazujosi - Acidman - Kreva                                            | - Glory Hill - Going Under Ground - Nico Touches the Walls - Dustbox - Aobózu - Low IQ 01 & Master Low - Triceratops - Sambomaster                                 | - People in the Box - Curu - Knotlamp - Kiszeru - The Novembers - tacica - Izumija Sigeru - Monobright | - De De Mouse - Stance Punks - Soul Flower Union - Takeucsi denki - The Chef Cooks Me - The Telephones - Northern19 - Sakanaction                                                                   | - Halfby - Handsomeboy Technique - YMCK - Isige Teru (The Telephones) |
| december 30. | - Straightener - Hige - Fujifabric - Superfly - Zazen Boys - Ken Yokoyama - Elephant Kashimashi                                      | - SBK - Puffy - 175R - Sparta Locals - Art-School - Cubakija sidzsúszó - Szokabe Keiicsi Band - Special Others                                                     | - Apogee - Flower Companyz - Otogibanasi - Sister Jet - The50kaitenz - Tobaccojuice - Jinn - Comeback My Daughters                                                                                                   | - Uemacu Hidemi - Lost in Time - Mamada Jú - Snorkel - 8otto - Mars Eurythmics - Totalfat - Onszoku Lane                                                                                            | - Great Maekava (Flower Companyz) - Szokabe Keiicsi Band - Jacui Icsiró (Elec Comic) |
| december 31. | - Group Tamasii - 9mm Parabellum Bullet - Beat Crusaders - Jun Sky Walker(s) - Polysics - Your Song Is Good - Chatmonchy - RIP Slyme | - Inu ga hoeru by Igarasi Takasi - B-Dash - Good 4 Nothing - Soil & "Pimp" Sessions - Ryukyudisko - Sakerock - Shakalabbits - AA= - Aspargarus - Frontier Backyard | - The Jetzejohnson - Kucsiroro - Plingmin - Jeepta - Tsu Shi Ma Mi Re - Shonen Knife - Last Alliance - Overground Acoustic Underground - te’ - Kaszi Hideki - Dohatten - Japan Cool Special - Hoff Dylan - Fed Music | - Serial TV Drama - Enomoto Kurumi - Good Dog Happy Men - Sigi - Kegava no Maries - cutman-booche - lostage - Halcali - Vola & The Oriental Machine - OreSkaBand - Scoobie Do - Asphalt Frustration | - Team kurenaimandzsi - Kuruizaki!? Kocsira csúnen Disco-han! - Macuda „Chabe” Gakudzsi (Cubismo Grafico) - Nakata Jaszutaka - Hajasi Hirojuki (Polysics) - Ram Rider feat. Sawa and More - Dainodzsi |

Resident DJ’s
- Katahira Minoru (Getting Better)
- Hoszaka Takehiko (soultoday)
- Maeda Hiroaki (puke!)
- Kami Hirofumi(Getting Better)

### 09/10
Helyszín: Makuhari Messe International Exhibition Hall (1–8. és a rendezvényterem)
Látogatók száma összesen: 128 209
| Dátum        | Earth Stage | Galaxy Stage | Cosmo Stage | Moon Stage | DJ Booth |
| ------------ | --- | --- | --- | --- | --- |
| december 28. | - 9mm Parabellum Bullet - Perfume - Kinniko sódzso tai - Kimura Kaela - Gospellers - Quruli - Unicorn                        | - Puffy - Aobózu - Okuda Tamio: Hitori matatabi - Glory Hill - Szano Motoharu & The Coyote Band - Szakamoto Rjúicsi - The Band Apart - Boom Boom SatelLites | - Analog Fish - Zunó keiszacu - Mass of the Fermenting Dregs - Triceratops - People in the Box - Abe Mao - Cubakija sidzsúszó | - Weaver - Rock’a’Trench - Unchain - Asphalt Frustration - Good Luck Heiwa - A Flood of Circle - Flumpool - Northern19                                                      | - Kohori Hirojuki (2-csó kjodzsú) - Irurime (Live Set) - Ram Rider - Dainodzsi |
| december 29. | - Kisidan - HY - The Birthday - Straightener - Base Ball Bear - RIP Slyme - Beat Crusaders                                   | - Seamo - Aspargarus - Low IQ 01 & Master Low - Special Others - Doping Panda - The Back Horn - Frontier Backyard - Rhymester                               | - Does - No ano va - Spank Page - Fact - Prague - Pay Money to My Pain - Monobright - FoZZtone | - Bigmama - Totalfat - Cinema Staff - Back Drop Bomb Special Formation Set - Overground Acoustic Underground - School Food Punishment - Kuroneko Chelsea - Kegava no Maries | - Macuda „Chabe” Gakudzsi (Cubismo Grafico) - Szokabe Keiicsi Band - DEXPISTOLS - Halfby - Handsomeboy Technique |
| december 30. | - Fujifabric - Ling tosite sigure - Tortoise Matsumoto - Kreva - The Hiatus - Tokió dzsihen - Group Tamasii                  | - Knotlamp - Going Under Ground - Grapevine - Shakalabbits - Andó Júko - Zazen Boys - Yo-King - Sakanaction                                                 | - Soil & "Pimp" Sessions - Unison Square Garden - luki - Okamoto’s - Your Gold, My Pink - Kaszi Hideki - The Beatmotors - Art-School | - Scars Borough - cutman-booche - Nothing’s Carved in Stone - Ogre You Asshole - The Novembers - MCU - Qomolangma Tomato - Szokabe Keiicsi Band                             | - Kinosita Riki (Art-School) - Team kurenai (Macuo Szuzuki, Kavai Kacuo) - Pierre Nakano (Ling tosite sigure) - Group Inou (Live Set) |
| december 31. | - Tokyo Ska Paradise Orchestra - Izumija Sigeru - Polysics - GO!GO!7188 - Minmi - Mongol800 - Elephant Kashimashi - Superfly | - B-Dash - Good 4 Nothing - Hoff Dylan - Bonobos - Ryukyudisko - Nico Touches the Walls - Sambomaster - Your Song Is Good - Dustbox - The Telephones        | - Andymori - Mikanszei vs sin szekai - Comeback My Daughters - Nakaido „Chabo” Reiicsi - Galileo Galilei - The Bawdies - Halcali - Pills Empire - Wagdug Futuristic Unity - Dohatten - Curu - Sister Jet - Peaky Salt - Takeucsi denki - Scoobie Do | - Cocco - The Millaz - Mamada Jú - Szeira - Tokumaru Súgo - Kijosi Rjúdzsin - Love Love Love - Flower Companyz - Plenty - Local Sound Style - sleepy.ab - The50kaitenz      | - Jacui Icsiró (Elec Comic) - Komijama Júhi (Hoff Dylan) - Hajasi Hirojuki (Polysics) - Nakacuka Takesi - Capsule - Maszuko Naozumi (Dohatten) - Great Maekava (Flower Companyz) - Isige Teru (The Telephones) - Ótani Nobuhiko (Dainodzsi) |

Resident DJ’s
- Katahira Minoru (Getting Better)
- Hoszaka Takehiko (soultoday)
- Maeda Hiroaki (puke!)

### 10/11
Helyszín: Makuhari Messe International Exhibition Hall (1–8. és a rendezvényterem)
Látogatók száma összesen: 129 511
| Dátum        | Earth Stage | Galaxy Stage | Cosmo Stage | Moon Stage | DJ Booth |
| ------------ | --- | --- | --- | --- | --- |
| december 28. | - Puffy - Minmi - Okuda Tamio - Perfume - Superfly - Quruli - 10-Feet                                                        | - Nothing’s Caeved in Stone - Kinniko sódzso tai - Fact - Lecca - The Band Apart - Buck-Tick - Hoff Dylan - Zazen Boys                                                          | - Flower Companyz - A Flood of Circle - Szebu Hiroko - Endó Micsiró - Dirty Old Men - Black Borders - Glory Hill - Galileo Galilei                       | - Prague - Miwa - Dezille Brothers - Kuroneko Chelsea - Yo-King - Eastern Youth - Avengers in Sci-fi - Does                                                                 | - Kohori Hirojuki (2-csó kjodzsú) - Great Maekava (Flower Companyz) - Ram Rider - Halfby - Handsomeboy Technique                                                     |
| december 29. | - Base Ball Bear - Magokoro Brothers - Godiego - Acidman - Chatmonchy - Tokyo Ska Paradise Orchestra - 9mm Parabellum Bullet | - Dustbox - Mo’some Tonebender - Art-School - Sukima Switch - Mucc - Aspargarus - Going Under Ground - Szuga Sikako                                                             | - One Ok Rock - Seamo - Pay Money to My Pain - The Novembers - Weaver - Aobózu - People in the Box - Unchain                                             | - Ain Figremin - Your Gold, My Pink - Monobright - Iszobe Maszafumi Band - Sinkú Hollow - Mizobucsi Bun - kannivalism - Hinto - The Peas                                    | - Isige Teru (The Telephones) - Pierre Nakano (Ling tosite sigure) - Kinosita Riki (Art-School) - School of Lock! Tójama Kócsó, Jasiro Kjótó                         |
| december 30. | - Group Tamasii - Tortoise Matsumoto - Orange Range - Maximum the Hormone - The Cro-Magnons - Szaitó Kazujosi - Straightener | - Good 4 Nothing - Low IQ 01&Master Low - Szano Motoharu - Andó Júko - Nico Touches the Walls - Bigmama - The Telephones - 175R                                                 | - Androp - Serial TV Drama - Last Alliance - Szokabe Keiicsi - Hoshino Gen - Ogre You Asshole - Tokumaru Súgo - AA=                                      | - Hanuhman - Champagne - Okamoto’s - Mudy on the szakuban - The Mirraz - Mowmow Lulu Gyaban - iLL - Overground Acoustic Underground - Kijosi Rjúdzsin                       | - Team kurenai (Macuo Szuzuki, Kavai Kacuo) - Tetsushi Hiroyama Yosuke Hiroyama (Ryukyudisko) - Kubota Maszahiko (kuh)                                               |
| december 31. | - Polysics - Cocco - Special Others - The Hiatus - Sakanaction - Kreva - Elephant Kashimashi - Sambomaster                   | - Sekai no Owari - Rhymester - Shakalabbits - The Back Horn - Bonobos - Soil & "Pimp" Sessions - Sakerock - The Bawdies - Your Song Is Good - B-Dash - Northern19 - Hidaka Tóru | - Sister Jet - sleepy.ab - Nihon Madonna - Predawn - The Beatmotors - Maika - Any - Local Sound Style - Hige - Andymori - FoZZtone - 80kidz - OreSkaBand | - Kobajasi Taró - Frontier Backyard - Nagaszava Tomojuki - Chabo Band - Negoto - Killing Boy - Plenty - Kegava no Maries - Totalfat - Group Inou - Jeepta - No ano va - MCU | - Macuda „Chabe” Gakudzsi (Cubismo Grafico) - Capsule - Hajasi Hirojuki (Polysics) - Jacui Icsiró (Elec Comic) - Resident DJs - Dainodzsi - Daichi - Nakacuka Takesi |

Resident DJ’s
- Katahira Minoru (Getting Better)
- Hoszaka Takehiko (soultoday)
- Maeda Hiroaki (puke!)

### 11/12
Helyszín: Makuhari Messe International Exhibition Hall (1–8. és a rendezvényterem)
Látogatók száma összesen: 140 213
| Dátum        | Earth Stage | Galaxy Stage | Cosmo Stage | Moon Stage | Astro Arena |
| ------------ | --- | --- | --- | --- | --- |
| december 28. | - 10-Feet - Puffy - Fujifabric - Kimura Kaela - Kisidan - Okuda Tamio - Sakanaction                                                   | - Nico Touches the Walls - Aspargarus - CN Blue - Kinniko sódzso tai - Mongol800 - Good 4 Nothing - Bigmama - Fact                                                                                          | - No ano va - another sunnyday - The Beatmotors - Nubo - D’erlanger - Miyavi - Inoran - Galileo Galilei                                                         | - N’ Sukugava Boys - Aobózu - Takahasi Jú - Fear, and Loathing in Las Vegas - Okamoto’s - Fudzsii Fumija - Weaver - Man with a Mission                                                              | - Endó Takajuki (Freak Affair) - Katahira Minoru (Getting Better) - Atom on Sphere - Kinoko Hotel - De De Mouse+dependents - 80KIDZ - galaxias! - Takuma (10-Feet) - DJ Takasi (Mongol800) - Tomoyuki Tanaka (FPM) |
| december 29. | - Asian Kung-Fu Generation - Base Ball Bear - Chatmonchy - Orange Range - The Cro-Magnons - Flower Companyz - Kreva                   | - Rhymester - Chara - Sukima Switch - Zazen Boys - The Mirraz - Shakalabbits - Denki Groove - Art-School | - back number - Okabajasi Nobujaszu - Zunó keiszacu - Nihon Madonna - OverTheDogs - Dr. Downer - Onszoku Lane - Triceratops                                     | - Qwai - Good Morning America - Novels - Nakata Júdzsi - Miwa - Mizobucsi Bun - Rie fu - Tokumaru Súgo                                                                                              | - Endó Takajuki (Freak Affair) - Kubota Maszahiko (kuh/Toquio Lequio Tequnos) - Dzsoóbacsi - Seamo - UL - Group Inou - Szaitó „JxJx” Dzsun (Your Song Is Good) - Maeda Hiroaki (puke!) - Pierre Nakano (Ling tosite sigure) |
| december 30. | - 9mm Parabellum Bullet - Straightener - The Bawdies - Kubota Tosinobu - Maximum the Hormone - Acidman - Tokyo Ska Paradise Orchestra | - Northern19 - Polysics - Does - Hidaka Tóru - Low IQ 01 & Master Low - Sambomaster - Abe Mao - The Band Apart                                                                                              | - CreepHyp - Back Drop Bomb - Mudy on the szakuban - Eastern Youth - Cinema Staff - The Novembers - Magokoro Brothers - Sister Jet                              | - A Flood of Circle - Flying Kids - Overground Acoustic Underground - Pocketlife - Lite - Kadota Maszajó with CalmCalm - Iszobe Maszafumi Band - Coldrain                                           | - Nisimura Micsio (Nur.) - Hoszaka Takehiko (soultoday) - Mop of Head - Avengers in Sci-fi - Kimonos - Lama - Hajasi Hirojuki (Polysics) - Kohori Hirojuki (2-csó kendzsú) - Horie Acusi (Straightener/ent) |
| december 31. | - Group Tamasii - Sekai no Owari - One Ok Rock - Josii Kazuja - The Hiatus - Okamura Jaszujuki - Dragon Ash - Elephant Kashimashi     | - The Back Horn - Dohatten - Szano Motoharu & The Coyote Band - Unison Square Garden - Special Others - Hoshino Gen - Dustbox - Your Song Is Good - Nothing’s Carved in Stone - B-Dash - Bonobos - Totalfat | - Champagne - The50kaitenz - Plenty - luki - Jeepta - sleepy.ab - The komeszódó - Monobright - Mowmow Lulu Gyaban - Plastic Tree - Egg Brain - Smorgas - Alcala | - The Love ningen - Nakaido „Chabo” Reiicsi - Lecca - Merry - White Ash - Hilcrhyme - Urbangarde - Sinkú Hollow - Soul Flower Union - Nakagava Sóko - Olde Worlde - Ovaraikara - Dzsúsofutei musoku | - Nisimura Micsio (Mur.) - Macuda „Chabe” Gakudzsi (Cubismo Grafico) & Panorama Family - Zainicsi Funk - Soil & "Pimp" Sessions - Halcali - Androp - Capsule - Yapan a.k.a. Yosuke Hiroyama (Ryukyudisko) - Katahira Minoru (Getting Better) - Dainodzsi - Jacui Icsiró (Elec Comic) - Maeda Hiroaki (puke!) - Hoszaka Takehiko (soultoday) |

### 12/13
Helyszín: Makuhari Messe International Exhibition Hall (1–8. és a rendezvényterem)
Látogatók száma összesen: 155 662
| Dátum        | Earth Stage | Galaxy Stage | Cosmo Stage | Moon Stage | Astro Arena |
| ------------ | --- | --- | --- | --- | --- |
| december 28. | - HY - 9mm Parabellum Bullet - Mongol800 - Perfume - Csikjú szankjódai - Kimura Kaela - Asian Kung-Fu Generation | - Miwa - Kyary Pamyu Pamyu - Hoshino Gen - Champagne - Man with a Mission - Bigmama - Buck-Tick - The Telephones                                                                           | - Czecho No Republic - Ivaszaki Ai - Monobright - Merry - Hige - Ieiri Leo - CreepHyp - Locofrank                                                                | - Avengers in Sci-fi - The50kaitenz - N’ Sukugava Boys - The Beatmoss - the cabs - Hello Sleepwalkers - Weaver - Dendai | - Nisimura Micsio (Parade) - Endó Takajuki (Freak Affair) - Hoszaka Takehiko (soultoday) - Halcali - Hajasi Hirojuki (Polysics) - Uezu Kijoszaku &The BK Sounds!! - World Order - Hacsiódzsi P                                                                                    |
| december 29. | - Nico Touches the Walls - Fujifabric - Acidman - Kreva - Maximum the Hormone - Sakanaction - RIP Slyme          | - Good 4 Nothing - Nothing’s Carved in Stone - Jamazaki Maszajosi - Hidaka Tóru (Band Set) - Takahasi Jú - Zazen Boys - Dustbox - Shakalabbits                                             | - Hinto - Galileo Galilei - B-Dash - Kai Band - Hey-Smith - Zigzo - Nihon Madonna - Flower Companyz                                                              | - The Flickers - Nagaszava Tomojuki - Dead End - Seamo - Triceratops - Hermann H. & The Pacemakers - Crossfaith - Plenty | - Endó Takajuki (Freak Affair) - Maeda Hiroaki (puke!) - Isige Teru (The Telephones) - Urbangarde - Great Maekava (Flower Companyz) - Dainodzsi - UL - Pierre Nakano (Ling tosite sigure)                                                                                         |
| december 30. | - Chatmonchy - Orange Range - Abe Mao - Kisidan - The Cro-Magnons - Group Tamasii - 10-Feet                      | - Totalfat - Husking Bee - Szano Motoharu & The Coyote Band - Going Under Ground - Androp - Szuga Sikako - Low IQ 01 & Master Low - Mowmow Lulu Gyaban                                     | - Cero - Zekkenja - Frontier Backyard - Ucsú Mao - Meaning - Ogre You Asshole - Szokabe Keiicsi Band - Negoto                                                    | - Kijosi Rjúdzsin - Triplane - Rabbit - Glory Hill - Tokyo Karankoron - Pes - Rottengraffty - White Ash | - Maeda Hiroaki (puke!) - Hacune Miku×TeddyLoid - Macuda „Chabe” Gakudzsi (Cubismo Grafico) & Panorama Family - Katahira Minoru (Getting Better) - Bunta & Kuboty (Totalfat) - Kami Hirofumi (Free Throw) - Rhymester - Capsule                                                   |
| december 31. | - Kikkava Kódzsi - The Bawdies - Base Ball Bear - The Hiatus - Dire en grey - Josii Kazuja - Quruli - Polysics   | - Unison Square Garden - The Band Apart - Miura Daicsi - The Dresscodes - Bonnie Pink - Fudzsimaki Rjóta - back number - The Mirraz - People in the Box - Bonobos - Okamoto’s - Art-School | - Flip - Kinoko teikoku - Sinkú Hollow - Mizobucsi Bun - Does - Szamezame - Lecca - Dzsoóbacsi - Alcala - Kobajasi Taró - Byee the Round - Haku - Vaszurerannejo | - te’ - the day - Nakata Júdzsi - Szaszaki Hendrix - Sibuszava Jó - Szajonara, matakondo ne - Scott & Rivers (from Allister & Weezer) - Last Alliance - Onszoku Lane - Soul Flower Union - Kominami Jaszuha - OverTheDogs - The Bohemians | - Kami Hirofumi (Free Throw) - Nisimura Micsio (Parade) - Szaitó „JxJx” Dzsun (Your Song Is Good) - Takuma (10-Feet) - Group Inou - Hoszaka Takehiko (soultoday) - DJ Kaya - Katahira Minoru (Getting Better) - Jacui Icsiró (Elec Comic) - Nakagava Sóko - Hacune Miku×Teddyloid |

### 13/14
Helyszín: Makuhari Messe International Exhibition Hall (1–8. és a rendezvényterem)
Látogatók száma összesen: 160 400
| Dátum        | Earth Stage | Galaxy Stage | Cosmo Stage | Moon Stage | Astro Arena |
| ------------ | --- | --- | --- | --- | --- |
| december 28. | - Orange Range - [Champagne] - Szaitó Kazujosi - Fujifabric - Kyary Pamyu Pamyu - 9mm Parabellum Bullet - Quruli               | - Maeda Acuko - Okuda Tamio - Hey-Smith - The Band Apart - Takahasi Jú - Kemuri - Dustbox - Bigmama | - Sebastian X - Passepied - Kuroki Nagisza - Large House SatisFaction - The Flickers - Salley - Puffy - Buzz the Bears                                                                                | - Blue Encount - Shakalabbits - Sakanamon - Kjúszo nekokami - Ieiri Leo - Tokyo Karankoron - Scenario Art - Galileo Galilei                                                                              | |
| december 29. | - Miwa - HY - Nico Touches the Walls - Kreva - Maximum the Hormone - The Cro-Magnons - RIP Slyme                               | - Good 4 Nothing - Aspargarus - Scandal - Magokoro Brothers - Denki Groove - Special Others - Art-School - Coldrain                                                                                     | - Eastern Youth - The Cherry Cokes - Zazen Boys - Locofrank - Northern19 - Aobózu - Mucc - Nakata Júdzsi                                                                                              | - Sinkú Hollow - Rihwa - Crossfaith - Szakamoto Maaja - The Salovers - Alcala - Kobajasi Taró - Jamazaki Maszajosi                                                                                       | - Kami Hirofumi (Free Throw) - Team Syachihoko - UL - Avengers in Sci-fi - Tokyo Girls’ Style - Kimjó reitaró Travel Swing gakudan - Komuro Tecuja |
| december 30. | - Group Tamasii - CreepHyp - 10-Feet - Dragon Ash - Tokyo Ska Paradise Orchestra - Sakanaction - Bump of Chicken               | - Flower Flower - Husking Bee - Kana-Boon - Unison Square Garden - Androp - Straightener - Totalfat - Sambomaster                                                                                       | - Karijusi58 - Knock Out Monkey - Sukekiyo - Szuga Sikako - Wienners - tricot - The Dresscodes - Good Morning America                                                                                 | - The Oral Cigarettes - The Challenge - Czecho No Republic - Negoto - Ucsú Mao - Akai kóen - Keytalk - Vaszurerannejo                                                                                    | - Hoszaka Takehiko (All Is Love Is All) - Babymetal - Lyu:Lyu - Cute - Hitorie - Tokyo No.1 Soul Set - Dzsin feat. Lisa - Bradberry Orchestra - DJ Jacui Icsiró |
| december 31. | - Elephant Kashimashi - Base Ball Bear - Josii Kazuja - One Ok Rock - Radwimps - The Hiatus - Man with a Mission - back number | - Nothing’s Carved in Stone - Szano Motoharu & The Coyote Band - The Mirraz - Chara×The Novembers - Polysics - Nakagava Sóko - Hige - The Back Horn - The Starbems - Mowmow Lulu Gyaban - B-Dash - Does | - My First Story - Haruka Tomijuki - Kataomoi - Chabo Band - Plenty - Rottengraffty - Triceratops - Szajonara, matakondo ne - Cero - Onszoku Lane - Plastic Tree - Monobright - Geszu no kivami otome | - Hoff Dylan - Last Alliance - Comeback My Daughters - Cinema Staff - Furukava Jutaka - Okamoto’s - AA= - Shishamo - People in the Box - Mo’some Tonebender - The Chef Cooks Me - Pilocarpine - Hemenway | - Katahira Minoru (Getting Better) - Tempura Kidz - luki - Dempagumi.inc - Group Inou - Rhymester - BiS - Tofubeats - Pierre Nakano (Ling tosite sigure) - Hajasi Hirojuki (Polysics) - Dainodzsi - New Year’s Vocal Universe sasakure.UK, Hacsiódzsi P, kz (livetune), DJ VocaNico |

### 14/15
Helyszín: Makuhari Messe International Exhibition Hall (1–11. és a rendezvényterem)
Látogatók száma összesen: 180 000
| Dátum        | Earth Stage                                                                                                   | Galaxy Stage | Cosmo Stage | Moon Stage | Astro Arena |
| ------------ | --- | --- | --- | --- | --- |
| december 28. | - Fujifabric - Miwa - Nico Touches the Walls - Kyary Pamyu Pamyu - RIP Slyme - Kimura Kaela - Hoshino Gen     | - Kemuri - Androp - Husking Bee - Polysics - White Ash - Dustbox - Good Morning America - The Telephones                                                                | - Galileo Galilei - Meaning - Ieiri Leo - Shank - The Turtles Japan - Suck a Stew Dry - Locofrank - Kúszó iinkai                                                                                  | - Lisa - Buzz the Bears - Aobózu - Good on the Reel - The Cherry Cokes - Silent Siren - Oldcodex - This Is Not a Business | - Katahira Minoru (Getting Better) (DJ) - Cero - Avengers in Sci-fi - Kalafina - Boom Boom SatelLites (+edition) - Swanky Dank - Hajasi Hirojuki (Polysics) (DJ) - Capsule - Katahira Minoru (DJ) |
| december 29. | - Orange Range - Kana-Boon - back number - Alexandros - CreepHyp - Maximum the Hormone - Elephant Kashimashi  | - Geszu no kivami otome - Dire en grey - Gotch - Denki Groove - Keytalk - Totalfat - San Fujins - Acidman                                                               | - The Chef Cooks Me - Zazen Boys - Lamp in Terren - tricot - Grapevine - Frederick - Akai kóen - Okamoto’s                                                                                        | - Piggy Banks - Cute - Nakata Júdzsi - Super Beaver - Magokoro Brothers - Plenty - Lego Big Morl - Knock Out Monkey | - Nisimura Micsio(Parade) (DJ) - Isige Teru (The Telephones) (DJ) - Good 4 Nothing - Astro Special Szumioka Rinami, Tamura Csiharu, Jamazaki Aoi, Katahira Rina - Back Drop Bomb Special Formation Set - Neenee - Scott & Rivers - Ram Rider×Tempura Kidz - Kavakami Jóhei (Alexandros) (DJ) - Nisimura Micsio (DJ)                                                                               |
| december 30. | - 9mm Parabellum Bullet - Quruli - Chatmonchy - 10-Feet - TM Network - One Ok Rock - The Hiatus               | - Scandal - Alcala - Rottengraffty - Chara x In-sist Band - Unison Square Garden - Nothing’s Carved in Stone - Kjúszo nekokami - Passepied                              | - Angry Frog Rebirth - Team Syachihoko - The Oral Cigarettes - Kinoko teikoku - Szano Motoharu and The Coyote Band - Vaszurerannejo - Negoto - Szuga Sikao                                        | - TarO & JirO - Ucsú Mao - Nakaido „Chabo” Reiicsi - Szakamoto Maaja - Merry - jamming O.P. - Ómori Jaszuko & The Pink Tokarev - indigo la End                                                                                              | - Kami Hirofumi (Free Throw) (DJ) - Blue Encount - Hello Sleepwalkers - Sukekiyo - Gacharic Spin - tofubeats - Czecho No Republic - Tana Syndrome (DJ) - Takuma (10-Feet) (DJ) - Pierre Nakano (Ling tosite sigure) (DJ) - Kami Hirofumi (DJ) |
| december 31. | - Group Tamasii - Sukima Switch - Base Ball Bear - Straightener - Superfly - Dragon Ash - Kreva - Sambomaster | - Special Others - Art-School - Does - Tokyo Karankoron - The Bawdies - Aspargarus - Dempagumi.inc - Bigmama - The Mirraz - People in the Box - The Band Apart - B-Dash | - Noise and Milk - Sisido Kavka - Hysteric Panic - AA= - Scenario Art - 04 Limited Sazabys - Phatmans After School - Hitorie - Sakanamon - Dzsoóbacsi - Happy - Takehara Pistol(s) - Sinkú Hollow | - Qooland - Go!Go!Vanillas - Akairo no Glitter - Air Swell - Fly or Die (Makita Sports) - Szajonara, matakondo ne - C&K - Kobajasi Taró - The Flickers - Three Lights Down Kings - A Crowd of Rebellion - 0.8-bjó to sóheki - Kidori Kidori | - Katahira Minoru (Getting Better) (DJ) - 80KIDZ - DJ Dainodzsi (Ócsi Jószuke) (DJ) - luki - Szeirjú hito 25 - Rhymester - UL - Astro Special Inoue Szonoko, Niijama Siori, Szakuueda Marie - DJ Jacui Icsiró (Elecomi) (DJ) - Iszagoda Mizuki (Negoto) (DJ) - Sibata Takahiro (Vaszurerannejo) (DJ) - Czecho No Republic (DJ set) (DJ) - Okamoto Reidzsi (Okamoto’s) (DJ) - Katahira Minoru (DJ) |

### 15/16
Helyszín: Makuhari Messe International Exhibition Hall (1–11. és a rendezvényterem)
Látogatók száma összesen: 173 202
| Dátum        | Earth Stage | Galaxy Stage | Cosmo Stage | Moon Stage | Astro Arena |
| ------------ | --- | --- | --- | --- | --- |
| december 28. | - Golden Bomber - Rekisi - miwa - Kyary Pamyu Pamyu - Babymetal - Quruli - Asian Kung-Fu Generation                  | - Crossfaith - indigo la end - Alcala - 04 Limited Sazabys - Hey-Smith - Fujifabric - androp - coldrain                                                              | - Aimer - a crowd of rebellion - Akai kóen - Monobright - Sanfujins - Aqua Timez - Silent Siren - Lisa | - Hibiki kokoro SoundsorChestrA (RO69Jack 2015 for Countdown Japan júsó Artist) - Crystal Lake - Kalafina - Swanky Dank - Oldcodex - Hito - Rhythmic Toy World - Csihara minori - Kuroneko Chelsea                                                                  | - DJ’Tekina//Something a.k.a Yuyoyuppe - Mito Nacume - Hysterical Panic - Aoi Eir - Phone Tones - tofubeats - Makita Sports presents Fly or Die - Tempura Kidz - Capsule |
| december 29. | - Group tamasii - Dragon Ash - Mongol800 - Dempagumi.inc - Kimura Kaela - Man wit a Mission - Alexandros             | - amazarashi - Kjúszó nekokami - Bigmama - Straightener - Totalfat - The Oral Cigarettes - Keytalk - Rottengraffty                                                   | - The Bonez - Zazen Boys - Frederick - Yen Town Band - Sakanamon - My First Story - Team Syachihoko - Tokió karankoron | - Goad Mountain (RO69Jack 2015 for Countdown Japan júsó Artist) - G-Freak Factory - Bentham - Kúszó iinkai - Husking Bee - Tetsuya - Air Swell - Grapevine - AA= | - DJ-va - Hajasi Hirojuki (Polysics) - Mahósódzso ni naritai - avengers in sci-fi - Too Young to Die! (Kamiki Rjúnoszuke, Kirija Kenta, Szeino Nana, Minagava Szarutoki, Kudó Kankuro, Wagdug Futuristic Unity, Mukai Sútoku) - luki - Tana Syndrome - DJ Jacui Icsiró (Elecomi) - Tonkacu DJ Age Taró to Fudzsivara Daiszuke (Mu-stars) |
| december 30. | - Orange Range - CreepHype - Tokyo Ska Paradise Orchestra - Sónan no kaze - back number - Kana-Boon - Sakanaction    | - Wanima - 9mm Parabellum Bullet - Nothing’s Carved in Stone - Passepied - Blue Encount - The Bawdies - Denki Groove - Acidman                                       | - Negoto - Okamaoto’s - Ócuka Ai - Mucc - Good on the Reel - Mrs. Good Apple - Good 4 Nothing - Super Beaver | - GrandStand (RO69Jack 2015 for Countdown Japan júsó Artist) - cero - Noisemaker - Ómori Jaszuko - Scenario Art - Roach - Daoko - Decays - Vaszurerennejo | - kz (livetune) - Little Glee Monster - Good Morning America - The Mirraz - Joru no honki Dance - DJ Pierre Nakano - a flood of circle - locofrank - Tempura DJ Age Masza a.k.a. Ono Takamasza (Keytalk) |
| december 31. | - The Hiatus - Sukima Switch - Sambomaster - Elephant Kashimashi - Ulfuls - Bump of Chicken - 10-Feet - Blue Encount | - Polysics - The Birthday - The Back Horn - White Ash - Base Ball Bear - Monoeyes - Asparagus - Czecho No Republic - Special Others - dustbox - Scandal - Art-School | - Takaryu (RO69Jack 2015 for Countdown Japan júsó Artist) - Kidori Kidori - the band apart - Lamp in Terren - Shank - The Flickers - Ogre You Asshole - go!go!vanillas - The Dresscodes - Sisido Kavka - Knock Out Monkey - Bradio - All Off - Buzz the Bears | - I Promised Once (RO69Jack 2015 for Countdown Japan júsó Artist) - Rei Ran - Szano Motoharu & The Coyote Band - Megumi - Nubo - Ucsú Mao - Hitorie - Glim Spanky - Haruka Tomojuki - plenty - Dramatic Alaska - Kominami Jaszuha - Kobajasi Taró - Suck a Stew Dry | - DJ-va - Charisma.com - The fin. - Shiggy Jr. - Suchmos - Lyu:Lyu - Kijosi Rjúdzsin 25 - Szuijóbi no Campanella - Cream - DJ Dainodzsi - banvox - Okamoto Reidzsi (Okamoto’s) - Idegucsi Hirojuki (Monobright) - Sibata Takahiro (Vaszurerannejo)                                                                                       |

### 16/17
Helyszín: Makuhari Messe International Exhibition Hall (1–11. és a rendezvényterem)
Látogatók száma összesen: 
| Dátum        | Earth Stage | Galaxy Stage | Cosmo Stage | Moon Stage | Astro Arena |
| ------------ | --- | --- | --- | --- | --- |
| december 28. | - Golden Bomber - miwa - Keytalk - Kreva - Perfume - Orange Range - back number                                                            | - amazarashi - Naoto Inti Raymi - Szuijóbi no Campanella - Kejakizaka46 - Dempagumi.inc - Mrs. Green Apple - The Oral Cigarettes - Acidman                   | - Jabai T-shirts jaszan - Sky-Hi - Fudzsivara Szakura - Aqua Timez - Kamisiraisi Mone - Super Beaver - Cute - Polysics                                                                   | - RO69 Jack - Nacume Mito - Sakanamon - Dzsoóbacsi - Hello Sleepwalkers - Bentham - Makita Sports presents Fly or Die - Silent Siren                                                                                  | - Idegucsi Hirojuki (Monobright) - Mahósódzso ni naritai - Hirai Maszaru - White Ash - Kuroneko Chelsea - lecca - Szúsiincsuu - Little Glee Monster - DJ Pierre Nakano (Ling tosite sigure)                                                                    |
| december 29. | - Rekisi - Kjúszo nekokami - Wanima - Sónan no kaze - Unicorn - Alexandros - 10-Feet                                                       | - Rottengraffty - Sukima Switch - Frederick - Blue Encount - 04 Limited Sazabys - My First Story - Quruli - LiSA                                             | - Ayumikurikamaki - Aspargarus - Zazen Boys - The Birthday - sumika - Aimer - Good on the Reel - go!go!vanillas                                                                          | - RO69 Jack - Daoko - Shank - Back Drop Bomb - Kalafina - Oldcodex - Ucsú Mao - Burnout Syndromes - Arukara | - DJ’Tekina//Something a.k.a Yuyoyuppe - Szajuri - Good4nothing - Passepied - Kankaku Pierrot - Dresscodes - fripSide - Sibata Takahiro (Vaszurerannejo) - Tempura DJ Age Masza a.k.a. Ono Takemasza (Keytalk)                                                 |
| december 30. | - Mongol800 - CreepHyp - Tokyo Ska Paradise Orchestra feat. Ken Yokoyama - Kana-Boon - Monoeyes - RIP Slyme - Sakanaction                  | - Okazaki Taiiku - Straightener - Totalfat - Fujifabric - Kimura Kaela - Cocco - Bigmama - Unison Square Garden                                              | - Glim Spanky - Scenario Art - Sunnyday Service - Kúszó iinkai - Kinoko teikoku - Okamoto’s - Czecho No Republic - Gotch & The Good New Times                                            | - RO69 Jack - lovefilm - Szano Motoharu & The Coyote Band - Ame no Parade - Husking Bee - Oisi kuru melonpan - yonige - Decays - Hysteric Panic                                                                       | - kz (livetune) - Frontier Backyard - wacci - Good Morning America - Han-kun - never young beach - Suchmos - Tana-Syndrome - DJ Dainodzsi |
| december 31. | - Group tamasii - The Hiatus - Kyary Pamyu Pamyu - Nico Touches the Walls - Elephant Kashimashi - Uverworld - Radwimps - The Yellow Monkey | - The Back Horn - Hey-Smith - Base Ball Bear - The Bawdies - 9mm Parabellum Bullet - Joru no honki Dance - Scandal - androp - coldrain - Special Others - Hy | - RO69 Jack - Lamp in Terren - Itovokasi - Hitorie - plenty - Crystal Lake - AA= - Inoue Szonoko - Negoto - Vaszurerannejo - Dizzy Sunfist - Tokió karakoron - Dramatic Alaska - dustbox | - RO69 Jack - Kokoro Auction - Panorama Panama Town - Rei Ran - Megumu - The Starbems - G-Freak Factory - She’s - Shout It Out - Knock Out Monkey - The50kaitenz - Goodbye Holiday - Lacco Tower - Rhythmic Toy World | - Tempura Kidz - Gacharic Spin - Bradio - Minato Kavoru (Group tamasii) - Capsule - Ueda Marie - a crowd of rebellion - Hajasi Hirojuki (Polysics) - DJ Jacui Icsiró (Elec Comic) - Ucsikubi gokumon dókókai - Nubo - banvox - DJ Live Kids aruaru nakanodzsin |